# الأسطول الشرقي
أسطول الخليج الشرقي أو رسميا قيادة الأسطول الشرقي هو أسطول بحري إقليمي نشط للقوات المسلحة السعودية ومن أكبر الأساطيل العسكرية البحرية في المنطقة. يدار من قبل قيادة البحرية العامة ويتخذ من قاعدة الملك عبدالعزيز البحرية في الجبيل مقراً له، وهو مقر قيادة القوة البحرية الدائمة في المنطقة الشرقية المطلة على مياه الخليج العربي. وتضم منظومة الأسطول الشرقي تشكيل عريض من الضباط والأفراد البحارة، ومجموعات متنوعة من قطع البحرية الحربية (كـسفن أو طائرات) مع وحدات مساندة.

## نظرة عامة

### قيادة الأسطول
- قيادة قاعدة الملك عبدالعزيز الحربية وأركاناتها (موطن الأسطول الشرقي)
- مركز تدريب الأسطول الشرقي
- وحدة تدريب الأسطول الشرقي
- إدارة إمداد الأسطول الشرقي والمراكز التابعة لها
- إدارة عمليات الأسطول الشرقي وأقسامها
- إدارة استخبارات الأسطول الشرقي وأقسامها[5]

### مؤانئ عسكرية
- ميناء رأس الغار
- ميناء رأس مشعاب

### عناصر الخدمة
- ألوية مشاة القوات البحرية الملكية
- مجموعات طيران القوات البحرية
- وحدات الأمن البحرية الخاصة[6]

### وحدات السفن
وحدات السفن القتالية
- سفن المطاردة الصاروخية
- سفن الدورية الصاروخية
- سفن قانصات الألغام
- سفن كاسحات الألغام
- زوارق الإنزال الكبيرة
- زوارق الإنزال الصغيرة
- زوارق الدورية الصغيرة
- زوارق السحب والقطر
- زوارق الاعتراض

### مهام الأسطول
- القيام بالدوريات اللازمة في البحر للمحافظة على الحقول والمصالح الحيوية.
- العمل على حرية الملاحة البحرية وتطهير الممرات المائية من العوائق والألغام.
- حماية الموانئ والمنشآت الاقتصادية على الساحل وداخل البحار الإقليمية.
- الدفاع عن امن وسلامة البحار الساحلية والإقليمية وحمايتها من أي اعتداء.
- تأمين الدوريات داخل الإقليمية الاقتصادية، وحماية ثرواتها الطبيعية والصناعية.
- المساهمة مع أفرع القوات المسلحة الأخرى في توطيد الأمن والاستقرار.
- مساندة أفرع القوات الأخرى عند الحاجة لذلك لتنفيذ أي مهام طبقاً للخطط الدفاعية المعدة لذلك.
- مكافحة تلوث البيئة وتقديم المساعدة أثناء الكوارث الطبيعية حسب القدرات والإمكانيات.
- زيارة سفن الأسطول لموانئ الدول الصديقة لتوثيق روابط الصداقة والتعاون المشترك.
- القيام بأعمال التدريب على الشواطئ وفي البحر لرفع مستوى الكفاءة القتالية للوحدات العائمة.[7]

## وصلات خارجية
- بوابة البحرية السعودية